# Prosper Utseya
Prosper Utseya (* 26. März 1985 in Harare, Simbabwe) ist ein ehemaliger simbabwischer Cricketspieler, der zwischen 2004 und 2015 für die simbabwische Nationalmannschaft spielte.

## Kindheit und Ausbildung
Utseya besuchte die Chipembere Primary School in Harare, bevor er ein Stipendium des simbabwischen Verbandes erhielt und zur Churchill High School wechselte. Er war Teil der simbabwischen Vertretung beim ICC U19-Cricket-Weltmeisterschaft 2004.

## Aktive Karriere
Utseya gab sein First-Class-Debüt in der Saison 2001/02 für Mashonaland A im Alter von 15 Jahren. Im Jahr 2004 weigerten sich mehrere weiße Spieler, weiter für Simbabwe zu spielen, nachdem Kapitän Heath Streak vom Verband entlassen worden war. Somit öffnete es Plätze im Kader im Nationalteam und Utseya gab sein Test- und ODI-Debüt bei der Tour gegen Sri Lanka im April 2004. Er war dann Teil des Teams beim ICC Champions Trophy 2004 und seine beste Leistung dort waren 31 Runs gegen Sri Lanka. Im Februar 2005 reiste er mit dem Team nach Südafrika und ihm gelangen 3 Wickets für 40 Runs im ersten ODI. Bei der ICC Champions Trophy 2006 war seine beste Leistung 27 Runs gegen die West Indies. Daraufhin wurde er zum Kapitän ernannt. Sein Twenty20-Debüt folgte daraufhin im November 2006 in Bangladesch, als Simbabwe sein erstes Twenty20 überhaupt bestritt.
Im September 2007 führte er das Nationalteam beim ICC World Twenty20 2007 an, wo man trotz eines Sieges gegen Australien in der Vorrunde ausschied. Im Dezember 2007 erreichte er 3 Wickets für 40 Runs in der ODI-Serie gegen die West Indies. Ebenfalls drei Wickets (3/) folgen im Oktober 2008 bei einem Vier-Nationen-Turnier in Kanada gegen den Gastgeber. Bei der Tour in Kenia im Januar 2009 erzielte er zwei Fifties (68* und 51* Runs) als Batter. Im Oktober kam es zum Gegenbesuch durch Kenia, wo er erst zwei Mal drei Wickets (3/36 und 3/29) erreichte und dann 4 Wickets für 46 Runs. Er führte das Team beim ICC World Twenty20 2010, konnte dort jedoch, als man deutlich in der Vorrunde ausschied, nicht überzeugen. Kurz darauf erklärte er seinen Rücktritt als Kapitän und wurde in dieser Position von Elton Chigumbura gefolgt. Im Dezember 2010 gelangen ihm im dritten ODI in Bangladesch neben vier Wickets (4/41) auch ein Fifty über 67 Runs. Beim Cricket World Cup 2011 war seine beste Leistung 36 Runs gegen Neuseeland. Im August erzielte er in den ODIs gegen Bangladesch drei Wickets (3/47), ebenso wie im Februar 2012 in Neuseeland (3/71).
Beim ICC World Twenty20 2012 blieb er dann erneut hinter den Erwartungen zurück. Ab März 2013 spielte er dann auch wieder im Test-Team und konnte in den West Indies 3 Wickets für 60 Runs erreichen. Im Juli 2013 gelang ihm in der ODI-Serie gegen Indien ein Fifty über 52* Runs. Zum Ende der Saison konnte er dann in der Test-Serie gegen Pakistan erneut drei Wickets (3/137) erreichen. Es sollte seine letzte Test-Serie sein. Bei der ICC World Twenty20 2012 erreichte er gegen die Niederlande als beste Leistung 2 Wickets für 24 Runs. Im August 2014 wurde seine Bowling-Bewegung in der ODI-Serie gegen Südafrika als irregulär eingestuft und er musste sich weiteren Tests unterziehen. Kurz darauf erreichte er in einem heimischen Drei-Nationen-Turnier gegen Südafrika sein erstes Five-for über 5 Wickets für 36 Runs, inklusive einem Hattrick. Dafür wurde er als Spieler des Spiels ausgezeichnet. Im Oktober wurde er dann vom Weltverband für Bowling in internationalen Spielen gesperrt, nachdem es ihm nicht gelang die anberaumten Tests die Prüfer von einer regulären Bowling-Bewegung zu überzeugen. Bei einer weiteren Überprüfung wurde im Dezember dann sein Off Spin weiterhin als irregulär klassifiziert, während seine Seam-Bowling-Bewegung als Regelkonform betrachtet wurde. Nachdem er dann zwar für den Cricket World Cup 2015 nominiert wurde, jedoch dort nicht spielte, veröffentlichte er im Juli 2015 einen Brief der Rassismus-Vorwürfe unter anderem gegen den Direktor des Verbandes, Alistair Campbell. Daraufhin untersuchte der Verband die Vorwürfe. In den folgenden Monaten hatte er noch einzelne Einsätze im Nationalteam, wurde jedoch nach der Tour gegen Pakistan im Oktober 2015 nicht weiter berücksichtigt.

## Nach der aktiven Karriere
Nach dem Ende seiner aktiven Karriere arbeitete er weiter für den Verband, unter anderem als Selektor des Nationalteams und als Coach der U19-Nationalmannschaft.